# Danny Murphy
Daniel Benjamin "Danny" Murphy (sinh ngày 18 tháng 3 năm 1977 ở Chester, Cheshire) là một cựu cầu thủ bóng đá người Anh chơi ở vị trí tiền vệ. Anh đã từng 2 lần được bầu là cầu thủ xuất sắc nhất tháng, một lần cùng Liverpool và một lần cùng Charlton Athletic.

## Sự nghiệp câu lạc bộ
Murphy khởi nghiệp trong màu áo Crewe Alexandra từ năm 1993. Năm 1997 anh chuyển sang chơi cho Liverpool. Cùng Liverpool anh đã có một quãng thời gian thành công. Năm 2001 anh cùng Liverpool đoạt cú ăn ba Cúp FA, Cúp liên đoàn bóng đá Anh, cúp UEFA, một lần về nhì ở ngoại hạng Anh năm 2002, về nhì cúp liên đoàn năm 2003. Trong ba mùa giải 2001-02, 2002-03, 2003-04, anh đều ghi bàn trong những trận đấu của Liverpool và Manchester United ở Old Trafford. Vào tháng 8 năm 2004, Murphy gia nhập Charlton Athletic với giá 2,5 triệu bảng. Trong 2 năm ở đây, anh đã có được quãng thời gian thành công. Anh có một lần được gọi vào đội tuyển bóng đá quốc gia Anh ở mùa giải 2005-06, và một lần được bầu là cầu thủ xuất sắc nhất tháng 9. Vào ngày 31 tháng 1 năm 2006, anh chuyển sang Tottenham Hotspur với giá 2 triệu bảng Anh. Anh có bàn thắng đầu tiên vào ngày 1 tháng 10 năm 2006 vào lưới Portsmouth F.C. khi trận đấu mới bước sang giây thứ 39. Vào ngày 31 tháng 8 năm 2007 Murphy chuyển sang đầu quân cho Fulham F.C.. Ở mùa giải 2008-09, anh được Roy Hodgson bầu làm đội trưởng đội bóng. Murphy có bàn thắng thứ 100 của mình trong sự nghiệp vào ngày 9 tháng 11 năm 2008 vào lưới Newcastle United.

## Thi đấu quốc tế
Murphy đã từng 9 lần được triệu tập vào đội tuyển bóng đá quốc gia Anh và ghi 1 bàn thắng.

## Danh hiệu
Crewe Alexandra
- Football League Third Division vị trí thứ 3 thăng hạng: 1993–94[1]
- Football League Second Division play-offs: 1997[2]

Liverpool
- FA Cup: 2000–01[3]
- Football League Cup: 2002–03[4]
- FA Charity Shield: 2001[5]
- UEFA Cup: 2000–01[6]
- UEFA Super Cup: 2001[7]

Fulham
- UEFA Europa League á quân: 2009–10[8]